# 南路站
南路站位于中华人民共和国江西省南昌市红谷滩区生米街道规划三清山大道与规划赣州大道交叉口，是南昌地铁2号线的地铁车站。车站于2017年8月18日随二号线通车启用。

## 车站结构

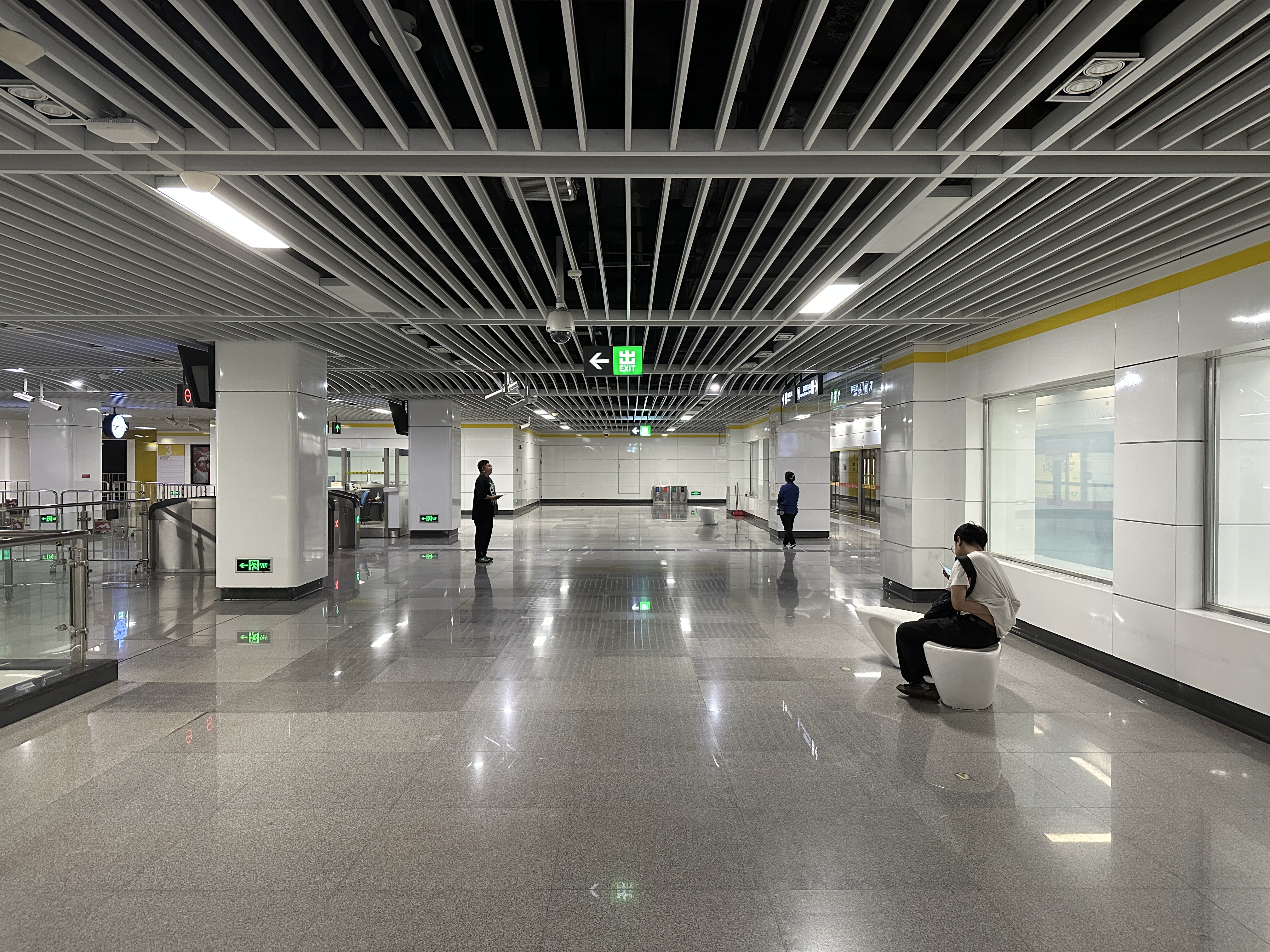
西站厅

车站型式为地下一层侧式。

### 楼层
| 1层  | 地面               | 出入口                         |  |  |
| -1层 | 西站厅             | 自动售票机、客服中心           |  |  |
|      | 侧式站台，右侧开门 |                                |  |  |
|      |                    | █ 2号线 终点站 下客站台        |  |  |
|      |                    | █ 2号线 往南昌东站（南昌中学） |  |  |
|      | 侧式站台，右侧开门 |                                |  |  |
|      | 东站厅             | 自动售票机、客服中心           |  |  |
| -2层 |                    | 换向通道                       |  |  |

### 出入口
本站共开放2个出入口，未开放2个出入口。
| 编号                   | 指示         | 图片   | 建议前往的目的地 |
| 东站厅                 | 东站厅       | 东站厅 | 东站厅           |
| ---------------------- | ------------ | ------ | ---------------- |
| 出口 · 1L              |              |        |                  |
| 出口 · 2L · 升降机标志 | （暫未開放） |        |                  |
| 西站厅                 |              |        |                  |
| 出口 · 3L              | （暫未開放） |        | 南路村           |
| 出口 · 4L · 升降机标志 | 璜北段       |        | 九溪嘉园         |
| 註： 設有              |              |        |                  |

## 历史
- 2013年1月30日公布的2号线延长线选线方案终点站是生米南，并无本站[3]。
- 2013年11月5日《南昌市红谷滩新区九龙湖地下综合管沟工程环境影响评价第一次公示》首次提出本站，名为南路村站[4][5][6]
- 2013年12月3日《南昌市红谷滩新区九龙湖地下综合管沟工程环境影响评价第二次公告（简本）》确认本站为地下一层侧式[7]
- 2014年4月1日《红谷滩新区九龙湖地下综合管沟工程办理《建设用地规划许可证》批前公示》确认本站的建设用地[8]。
- 2016年8月6日南昌晚报报道了地铁2、3号线车站改名情况；本站改名为南路站[9]。
- 2016年9月12日本站获批建设工程规划许可证，站名依然为南路村站[10][11]。
- 2017年2月8日公布了《2、3号线站点更名及4号线命名方案获批》，本站名为南路站[12]。